# Tingicader
Tingicader is een geslacht van wantsen uit de familie van de Tingidae (Netwantsen). Het geslacht werd voor het eerst wetenschappelijk beschreven door Golub & Popov in 1998.

## Soorten
Het genus is monotypisch en bevat alleen de volgende soort:

- Tingicader cervus Golub & Popov, 1998